# Didith Reyes
María Elena Avenila Bella Santamaría (17 de septiembre de 1948 - 10 de diciembre de 2008), conocida artísticamente como Didith Reyes, fue una actriz y cantante filipina, considerada como una de las baladistas más famosas de la década de 1970. Fue bautizada como la "Reina del Jukebox", título otorgado también a otras artistas como Claire de la Fuente, Eva Eugenio, Leah Navarro e Imelda Papin.
Después de su paso por las bandas Circus y Time Machine, Reyes firmó un contrato con Vicor Music Corporation como solista. Esto fue después de que su amiga de toda la vida, Normita Japitana, la encontró en el distrito de Ermita. Pronto publicaría su primer sencillo con el tema homónimo de la película de 1975 Araw Araw Gabi Gabi, escrita por Willy Cruz. Sus otros éxitos incluyen "Nananabik", "Hindi Kami Damong Ligaw", "Bakit Ako Mahihiya?", "Hatiin Natin Ang Gabi" y "Aliw". Ganó el premio a Mejor intérprete en el Festival de Música de Tokio en 1977. Su álbum debut homónimo, Didith, logró la certificación de disco de platino. También realizó conciertos internacionales, particularmente en ciudades japonesas como Kyoto y Tokio.
La cantante murió mientras dormía. La causa de su muerte no fue inmediata. Algunas fuentes atribuyeron su muerte a un problema estomacal recurrente, mientras que su amiga, la cantante Claire de la Fuente, afirmó que Reyes murió de un aparente ataque al corazón tras un problema de páncreas.

## Discografía

### Singles
| Año  | Sencillo                  | Álbum  |
| 1979 | "Aliw"                    | Didith |
| 1977 | "Magbabalik"              | Didith |
| 1977 | "Nananabik"               | Didith |
| 1976 | "Bakit Ako Mahihiya...?"  | Didith |
| 1976 | "Hindi Kami Damong Ligaw" | Didith |
| 1975 | "Araw-araw, Gabi-gabi"    | Didith |

## Filmografía

### Televisión
| Año  | Título                                  | Personajes |
| 2002 | Magpakailanman: Didith Reyes Life Story | Ella misma |

### Películas
| Año  | Título                        | Personajes |
| 1979 | Mabango ba ang Bawat bulaklak |            |
| 1977 | Nananabik                     |            |
| 1976 | Bakit Ako Mahihiya...?        |            |
| 1976 | Hindi Kami Damong Ligaw       |            |